# Ishiguro Tadaatsu

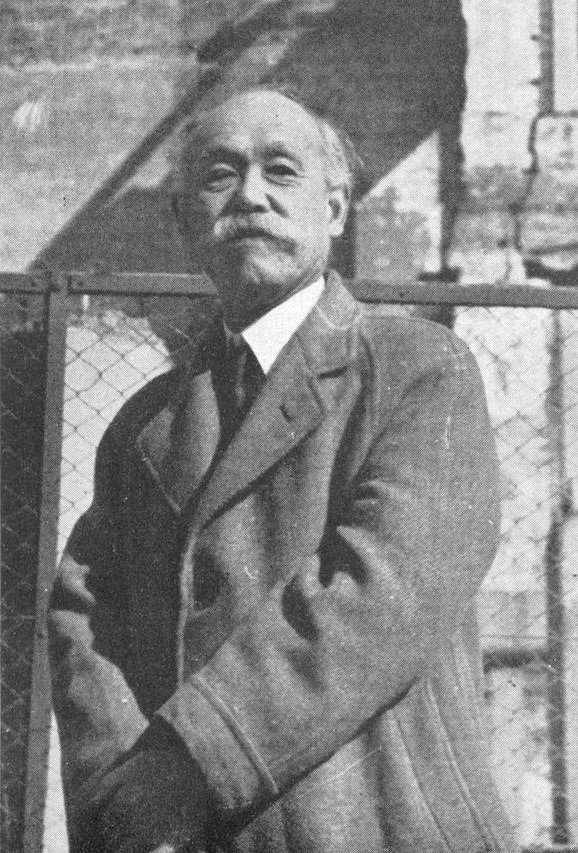
Ishiguro, nach 1945

Ishiguro Tadaatsu (japanisch 石黒 忠篤; geboren 1. September 1884 in Tokio; gestorben 10. März 1960) war ein japanischer Landwirtschaftsexperte und -politiker während der Shōwa-Zeit.

## Leben und Wirken
Ishiguro Tadaatsu war der älteste Sohn des Armee-Arztes Ishiguro Tadanori (1845–1941). Nach dem Abschluss der Ausbildung an der Juristischen Fakultät der Universität Tokio im Jahr 1908 trat er in das „Ministerium für Landwirtschaft und Handel“ (später „Ministerium für Landwirtschaft und Forsten“) ein. Dort wirkte er als Büro-Leiter, dann als Vizeminister, verließ aber 1934 das Ministerium.
Er übte nun verschiedene Tätigkeiten aus, war Präsident der „Nōson Kōsei Kyōkai“ (農村厚生協会) und Präsident des „Sangyō Kumiai Chūō Kinko“ (産業組合中央金庫). Während des Pazifikkriegs war Ishiguro zweimal Landwirtschaftsminister, und zwar 1941 im Kabinett Konoe II und 1945 im Kabinett Suzuki Kantarō (1945).
Nach Ende des Krieges wurde Ishiguro zunächst von allen öffentlichen Ämtern ausgeschlossen. Nach Aufhebung des Ausschlusses 1952 kam er dann bei einer Nachwahl ins Oberhaus und schloss sich dort der Ryokufūkai an.
Ishiguros  Vorstellung von der Landwirtschaft, die auf nationaler Eigenständigkeit basierte, übte großen Einfluss aus auf die japanische Landwirtschaftspolitik der 20er und 30er Jahre. Man nannte seine Wirkungszeit „Ishiguro Nōsei“ (石黒農政), etwa „Landwirtschaftspolitik im Ishiguro-Stil“, nannte ihn auch „Nōsei no kamisama“ (農政の神様), „Gott der Landwirtschaftspolitik“.